# Roman Zdankiewicz
Roman Zdankiewicz (zm. w styczniu 1884) – c. k. urzędnik, starosta.

## Życiorys
Był synem Andrzeja. W okresie zaboru austriackiego wstąpił do służby krajowej w Galicji pod zaborem austriackim. Od około 1860 w randze koncepisty z C. K. Dyrekcji Funduszu Zniesienia Ciężarow Gruntowych był przydzielony do C. K. Krajowej Komisji dla Spraw Odkupu i Regulacji Ciężarów Gruntowych. Od około 1865 w randze komisarza powiatowego był zatrudniony w Biurze Odkupu Ciężarów Gruntowych przy urzędzie c. k. cyrkułu sanockiego (obok niego także Roman Gabryszewski). Od około 1866 do około 1873 w randze komisarza powiatowego 1 klasy był kierownikiem w C. K. Komisji Miejscowej dla Spraw Odkupu lub Uporządkowania Ciężarów Gruntowych, tudzież dla Spraw Indemnizacyjnych Nr 1 w Sanoku (po wprowadzeniu autonomii galicyjskiej dla miejscowości powiatu sanockiego), powiatu bireckiego i powiatu brzozowskiego).
Na początku czerwca 1873 został mianowany starostą w Galicji i od tego roku do około 1876 sprawował stanowisko starosty c. k. powiatu niżańskiego. Równolegle w tym okresie był prezydującym C. K. Powiatowej Komisji Szacunkowej w Nisku. Od około 1876 do końca życia sprawował urząd starosty c. k. powiatu mieleckiego. Od początku pracy w Mielcu do około 1883 analogicznie  był prezydującym C. k. Powiatowej Komisji Szacunkowej w Mielcu. Ponadto od około 1877 do końca życia był przewodniczącym C. K. Rady Szkolnej Okręgowej w Mielcu.
Uchwałą Rady Miasta Sanoka z 10 stycznia 1872, na wniosek burmistrza Sanoka Jana Okołowicza, nadano mu tytuł honorowego obywatela Sanoka „w dowód uznania prawości obywatelskiej i szczególnych zasług dla miasta położonych”. Pełnił funkcję przewodniczącego sanockiego wydziału miejscowego Pierwszego Powszechnego Stowarzyszenia Urzędników Monarchii Austro-Węgierskiej z siedzibą we Lwowie.
Zmarł w styczniu 1884. Był żonaty z Jadwigą, córką Wilhelma Poźniaka. Mieli syna Zygmunta Henryka (ur. 1870, uczeń i absolwent pierwszego rocznika sanockiego C. K. gimnazjum), córkę Zofię Marię Klarę (ur. 1871). U wdowy Jadwigi Zdankiewicz w Sanoku zamieszkiwał jej krewny, wówczas gimnazjalista, Tadeusz Poźniak), a ponadto w jej domu przy ulicy Tadeusza Kościuszki (dawniej ulica Rymanowska) od 1895 mieściło się także Biuro Techniczne, którym urzędował inż. geometra Jakub Citron.